# Jóhannes Sveinsson Kjarval

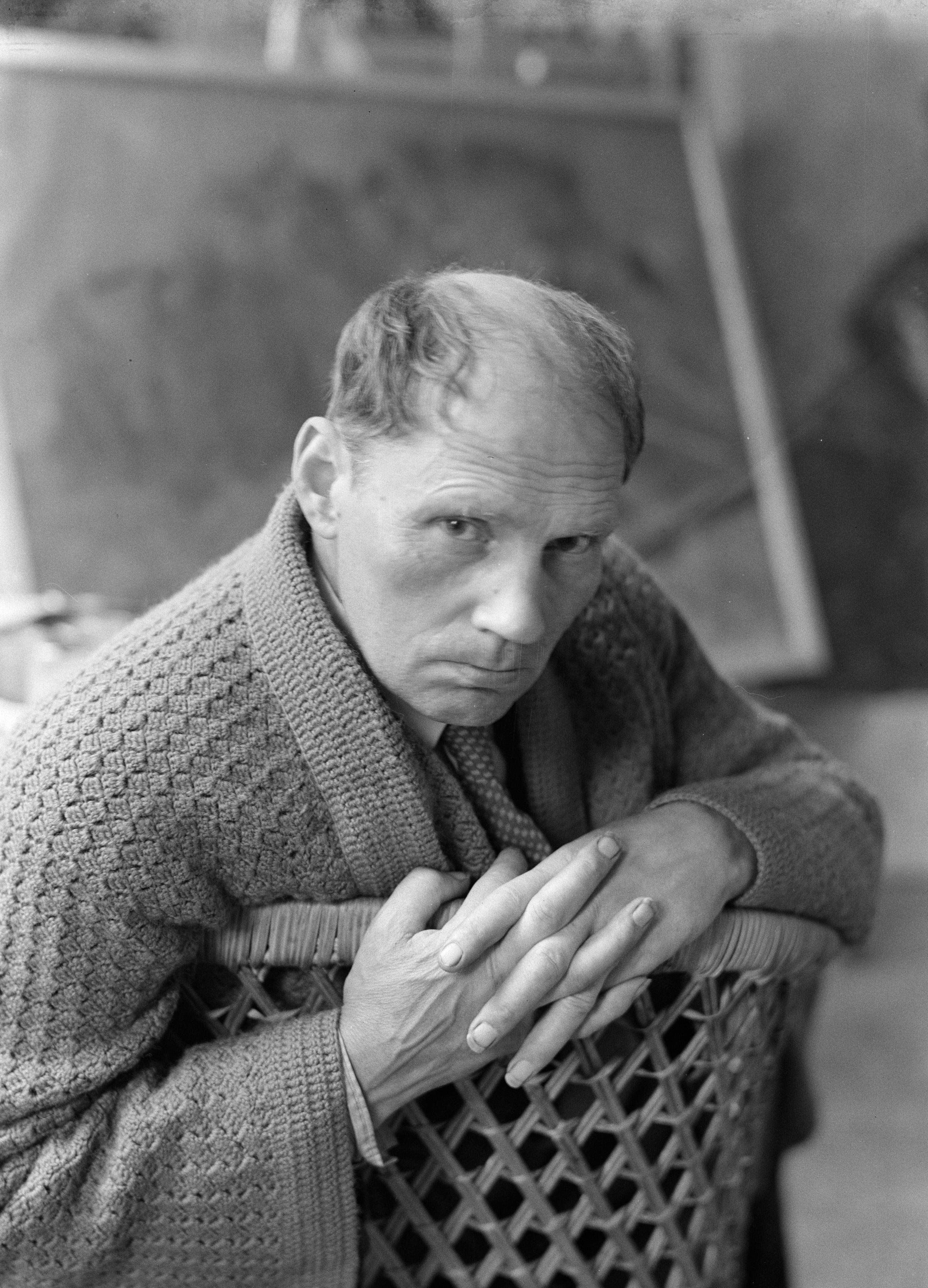
Jóhannes S. Kjarval
Foto Willem van de Poll (1934)

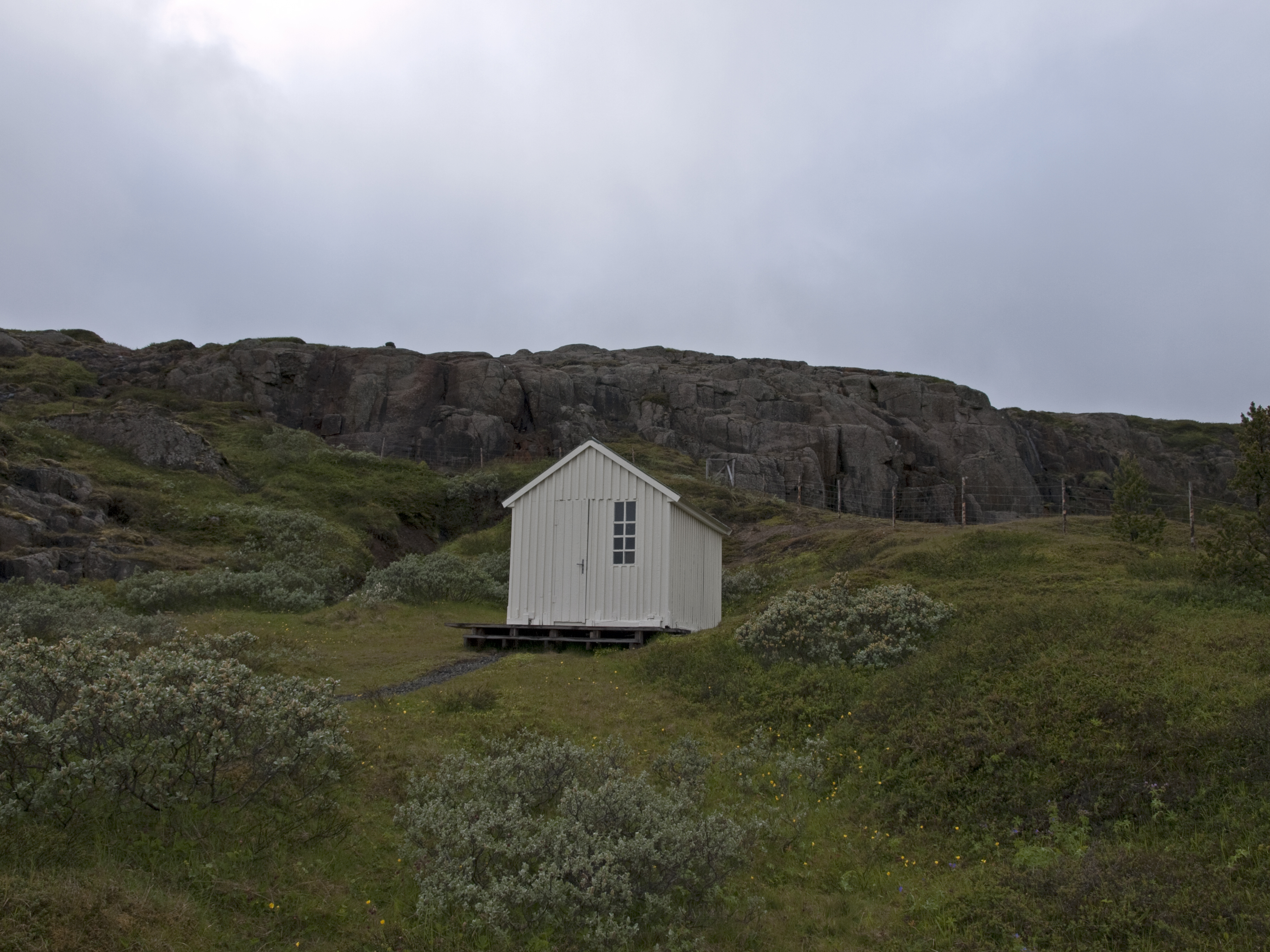
Kjarvalshvammur, zomerhut in Austurland

Jóhannes Sveinsson Kjarval (Efri-Ey, Meðalland, 15 oktober 1885 – Reykjavik, 13 april 1972) was een IJslandse schilder. Hij geldt als een van de belangrijkste en geliefdste kunstenaars van IJsland. Aan hem is in Reykjavik een speciaal museum gewijd: Kjarvalsstaðir.

## Leven en werk
Jóhannes werd geboren in het zuidwesten van IJsland als negende van dertien kinderen in een arm gezin. Hij verhuisde naar Borgarfjörður eystri in het noordoosten toen hij vier jaar was, om verder te worden opgevoed door een oom. Hij  werd visser van beroep, maar al zijn vrije tijd besteedde hij aan tekenen en schilderen. In 1901 kwam hij naar Reykjavik, waar hij na vele jaren zijn ouders terugzag.
Vanaf 1904 kreeg hij tekenlessen van Stefan Eiriksson en vanaf 1910 leidde de schilder Ásgrímur Jónsson hem verder op. Hij verbleef enige tijd in Londen en in 1913 kon hij, dankzij financiële ondersteuning van andere vissers en zijn vakbond, gaan studeren aan de Koninklijke Deense Kunstacademie in Kopenhagen. Tot zijn IJslandse medestudenten behoorden Kristín Jónsdóttir, Júlíana Sveinsdóttir en Muggur. Hij raakte er vertrouwd met uiteenlopende stromingen als het impressionisme, het expressionisme en het kubisme, niet alleen als schilder, maar ook als tekenaar. Hij ondernam ook korte reizen naar Frankrijk en Italië. 
In 1922 vestigde hij zich vanuit Kopenhagen weer in Reykjavik met de Deense schrijfster Tove Merrild, met wie hij in 1915 getrouwd was. Ze hadden twee kinderen. Ze scheidden in 1925.
Van 1929 tot zijn dood in 1972 bezat hij een atelier in de Austurstraeti in Reykjavik. Daarnaast had hij van 1942 tot 1962 een groot atelier in een sporthal. Vanaf 1950 bracht hij de zomers door in zijn primitieve zomerhut in Austurland die hij Kjarvalshvammur noemde. Door tentoonstellingen in Reykjavik, maar ook in Kopenhagen, Stockholm, Oslo, Wenen en Moskou groeide zijn status van vooraanstaand IJslands schilder. In 1958 kreeg hij de Prins Eugen Medaille, die jaarlijks wordt uitgereikt door de koning van Zweden aan personen die een buitengewone artistieke prestatie hebben geleverd.
Hij publiceerde ook boekjes: Grjót (Rotsen) in 1930, Meira grjót (Meer rotsen) in 1937, Leikur (Spelen) in 1938 en Ljóðagrjót (Verhaal van de walvis van 1897) in 1956.
Jóhannes S. Kjarval was een bohemien, een bijzondere persoonlijkheid wiens stilistische veelzijdigheid 'even origineel was als de man zelf'. Hij was een productief kunstenaar die duizenden schilderijen en tekeningen heeft nagelaten in een grote variatie aan stijlen, waardoor hij niet onder één noemer is te brengen. Zijn oeuvre is te verdelen in landschappen, portretten en fantasie, maar de grenzen tussen deze categorieën zijn lang niet altijd duidelijk. Al was hij geen surrealist, sommige van zijn werken maken een absurdistische en symbolistische indruk. Veel van zijn werk bestaat uit realistische voorstellingen van het IJslandse landschap met vulkanen en lavaformaties, andere bevatten elementen van kubistische en abstracte kunst. Weer andere zijn beïnvloed door de IJslandse mythologie: hij integreerde elfen, trollen en andere figuren uit de IJslandse saga's in zijn uitbeeldingen van het IJslandse landschap. De schilder werd soms hard bekritiseerd om zijn 'vreemde grillen'.

## Postuum

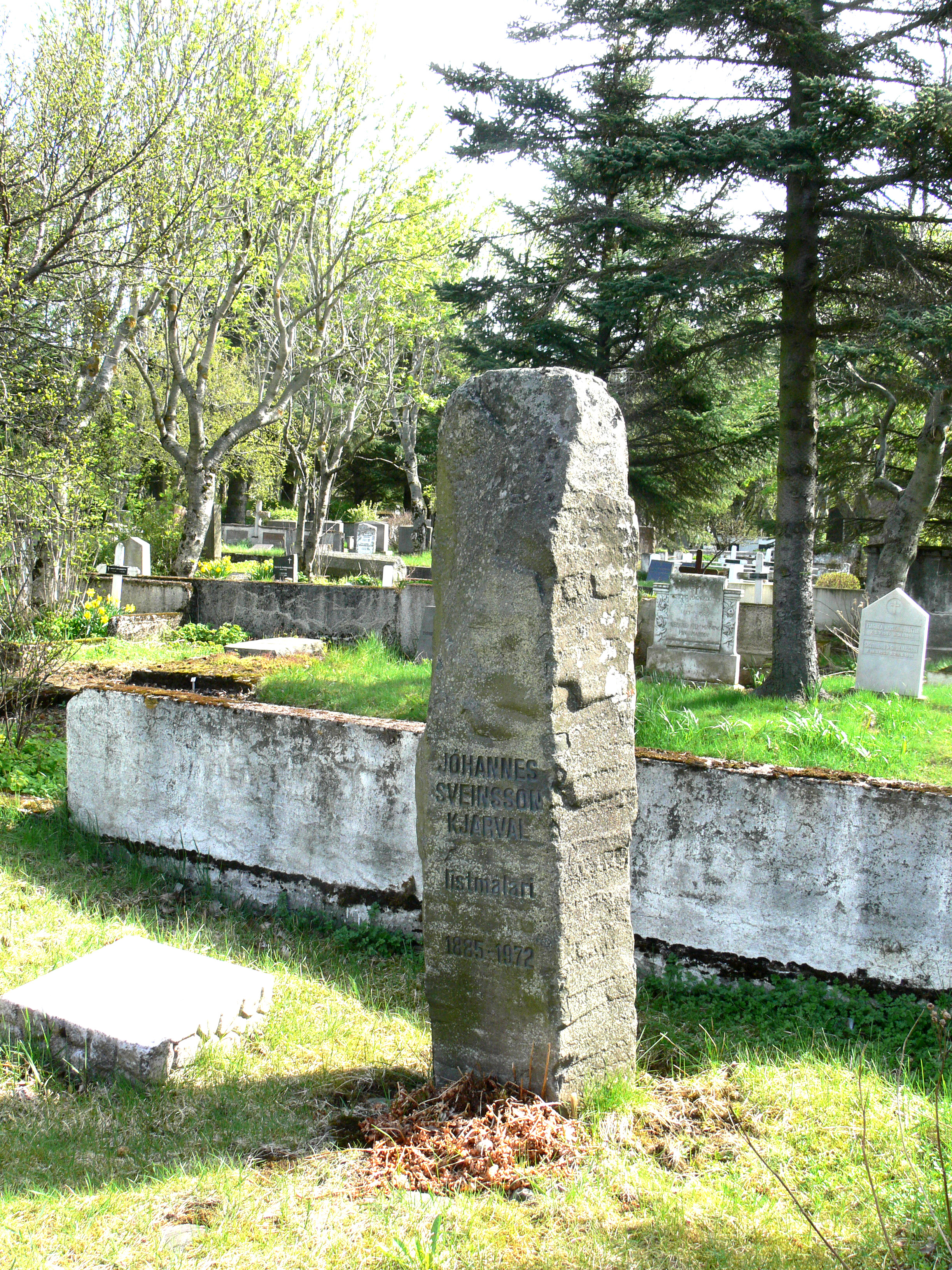
Graf van Jóhannes S. Kjarval op de begraafplaats Hólavallagarður in Reykjavik.

- In Reykjavík worden sinds 1973 zijn werken tentoongesteld in het museum Kjarvalsstaðir.[1] Het is onderdeel van het nationaal museum voor moderne kunst Listasafn Reykjavíkur, maar heeft een eigen gebouw in het park Klambratún dicht bij het centrum.
- Een tweede aan hem gewijd museum, Kjarvalsstofa, bevindt zich sinds 2002 in Bakkagerði (Borgarfjörður eystri) waar hij van zijn vierde tot zijn zestiende jaar opgroeide. In de kerk van dat dorp staat een altaarstuk dat Kjarval[2] in 1914 gemaakt heeft, waarbij Jezus Christus de Bergrede houdt vanaf de nabijgelegen berg Álfaborg, voor een publiek van bekende gezichten uit het dorp.
- Jóhannes Sveinsson Kjarval staat afgebeeld op het IJslandse biljet van 2000 kronen.
- Op haar debuutalbum Björk uit 1977 speelt de elfjarige Björk de fluitsolo Jóhannes Kjarval die ze componeerde als eerbetoon aan de schilder.